# 马玉仁
馬玉仁（1875年—1940年1月3日）原名日仁，字伯良，江苏盐城人。中華民國軍事将领，官至陆军中將，為抗日戰爭期間陣亡的中國將領之一。

## 生平
馬玉仁早年贩卖私盐，后来从军，不久即升为哨长、领哨，后担任长江水师营帮带、卫陵军管带。1911年辛亥革命爆发，馬玉仁随徐宝山拥护革命，升为第四十七团团长。中华民国成立后，馬玉仁随徐宝山投靠袁世凯，镇压二次革命，因功于1913年升任扬州混成旅旅长。1914年，任扬州统领。1916年，任江苏第一混成旅旅长。
1917年，冯国璋代理大总统，任命李纯为江苏督军。同年7月，淮扬镇守使、第五混成旅旅长刘洵（冯国璋的外甥）调防南京，李纯命第一混成旅旅长马玉仁兼代淮扬镇守使。同年8月14日，冯国璋以代总统名义委任马玉仁署理淮扬镇守使。
1920年7月，直系曹锟、吴佩孚在奉系张作霖的支持下，发动直皖战争，马玉仁随李纯站在直系一边。直系曹锟、吴佩孚为拉拢马玉仁，在调整江苏陆军编制时，命马玉仁代理第一、五混成旅合编而成的江苏陆军第二师师长。1922年2月，马玉仁奉命将江苏陆军第二师改为江苏陆军第三师，仍任师长，该师下辖第五旅、第六旅。1923年11月14日，马玉仁获北京政府授将军府衡威将军。1925年1月13日，淮扬镇守使改为淮扬护军使，马玉仁继续任淮扬护军使。1925年，任孙传芳的五省联军第七军军长。1926年1月22日，孙传芳命郑俊彦解散清江浦的江苏陆军第三师马玉仁部。1926年，马玉仁任直鲁联军第十二军军长，授陆军上将衔。1927年6月，马玉仁被北伐军李宗仁部击败，马玉仁被俘，旋即获释。
1930年，冯玉祥、阎锡山联合反蒋介石，任命马玉仁为第十六路军总指挥兼第二十七军军长。不久，马玉仁在战斗中负伤，到大连治伤时，被蒋介石的南京国民政府逮捕。不久，蒋介石同冯玉祥、阎锡山议和，并获张学良斡旋，马玉仁获赦免，回到家乡。
1937年抗日战争爆发后，马玉仁在家乡盐城组织抗日游击部队，后来被国民政府编为苏鲁战区第一路抗日游击军，马玉仁任少将游击总司令，率部在江苏盐城、阜宁同日军作战。1940年1月3日，日军100余人突然袭击马玉仁所驻的安乐港。马玉仁率部在三合尖东侧迎击，中弹战死。
1940年2月16日，中華民國國民政府特以1243號褒揚令明令褒揚。